# ローズ・ピペット

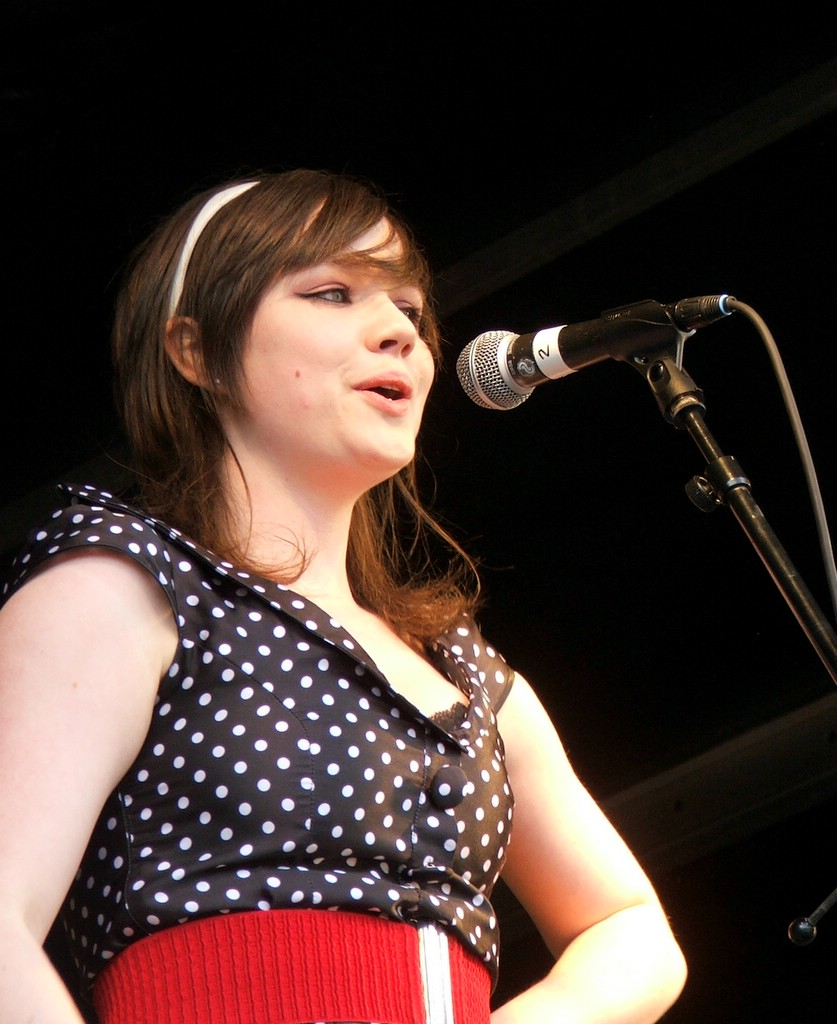
ローズ（2006年）

ローズ・ピペット（Rose Pipette）こと、ローズ・エリナー・ドゥーガル（Rose Elinor Dougall、1986年3月13日 - ）は、イギリスの歌手、キーボード奏者。ザ・ピペッツの元メンバー。愛称はローゼイ（Rosay）あるいはローズ（Rosé）。ザ・ピペッツのステージでは向かって右側に立つことが多かった。ジュリア在籍当時は、ステージの中央が立ち位置だった。

## キャリア
ザ・ピペッツの三人娘の中では唯一のブルネット。シングル「Judy」と「Dirty Mind」（いずれもローズの作品）でリード・ボーカルを担当。ザ・ヤング・プレイシングス（The Young Playthings）の「Life Is Great」ではゲスト・ボーカルを担当。解散したブライトンのバンド、ドクター・コロッサス（Dr Colossus）では「Sleep」や「Fallen In Love」を歌った。ローズの兄弟のトムは、このバンドのギタリストだった。 
2022年より、グレアム・コクソンとのコラボレーションを、ザ・ウェイヴ（The Waeve）名義で行っている。

## 私生活
元BBCブロードキャスターのロバート・ドゥーガルを祖父に持つ。2006年中期までロンドン芸術大学キャンバーウェル・カレッジ・オブ・アーツに通っていた。学生時代、2005年12月、BBC2のドキュメンタリー番組『James May's Top Toys』に出演したがクレジットはされなかった。この番組ではEtch A Sketchという玩具で司会者を描く役を務めた。

## ディスコグラフィ

### スタジオ・アルバム
- Without Why (2010年)
- 『STELLULAR』 - Stellular (2017年)
- A New Illusion (2019年)

### コンピレーション・アルバム
- 『シングルズ・ワン、トゥー、スリー』 - Singles 1,2,3 (2009年)

### EP
- The Distractions EP (2012年)
- Future Vanishes (2013年)

### シングル
- "Another Version of Pop Song" (2008年)
- "Start/Stop/Synchro" (2009年)
- "Fallen Over" (2009年)
- "Find Me Out" (2010年)
- "Stellular" (2016年)
- "Space To Be" (2017年)
- "First Sign" (2019年)

### ザ・ピペッツ
- 『ウィ・アー・ザ・ピペッツ』 - We Are the Pipettes (2006年)

### ザ・ウェイヴ
- 『ザ・ウェイヴ』 - The Waeve (2023年)
- 『シティ・ライツ』 - City Lights (2024年)